# Tim Marsman
Tim Marsman, né le 4 octobre 2000 à Hattem, est un coureur cycliste néerlandais.

## Biographie
En 2019, Tim Marsman intègre l'équipe continentale néerlandaise Metec-TKH-Mantel pour ses débuts espoirs (moins de 23 ans). 
Lors de la saison 2022, il se distingue en remportant une étape du Tour de Normandie,. Il termine également deuxième du Flanders Tomorrow Tour, troisième de l'Okolo Jižních Čech, sixième du Triptyque des Monts et Châteaux ou encore neuvième du Kreiz Breizh Elites. Au mois de juillet, il obtient la médaille de bronze dans le contre-la-montre par équipes des championnats d'Europe, avec la sélection néerlandaise.

## Palmarès et résultats

### Palmarès par année
- 2016
  - 3e étape du Critérium Européen des Jeunes
- 2018
  - EPZ Omloop van Borsele
  - 1re étape du Tour de l'Eure Juniors
  - 2e du Tour de l'Eure Juniors
  - 3e du championnat des Pays-Bas sur route juniors
- 2021
  - 2e du H4a Beloften Weekend
- 2022
  - 6e étape du Tour de Normandie
  - 2e du Flanders Tomorrow Tour
  -  Médaillé de bronze du championnat d'Europe du contre-la-montre par équipes
  - 3e de l'Okolo Jižních Čech
- 2023
  - Tour du Loir-et-Cher : 
    - Classement général
    - 1re étape
- 2024
  - Omloop van Valkenswaard
- 2025
  - 1re étape de l'Olympia's Tour (contre-la-montre)
  - 2e du Tour du Loir-et-Cher

### Classements mondiaux
| Année                                 | 2021  | 2022 | 2023 | 2024  |
| ------------------------------------- | ----- | ---- | ---- | ----- |
| Classement mondial                    | 2718e | 638e | 906e | 1652e |
| UCI Europe Tour                       | 1774e | 494e | nc   | nc    |
|                                       |       |      |      |       |
| Légende : nc = non classéSource : UCI |       |      |      |       |